# Nußberg (Iserlohn)
Nußberg ist ein Stadtteil von Iserlohn im Sauerland.
Er liegt nordwestlich des Stadtzentrums und südlich von Hombruch. In der Katasterkarte von 1821 bezeichnet „Der kleine Nußberg“ ein mit Haselnuss bestandenes Gebiet. Dieses war seit dem 19. Jahrhundert Siedlungsgebiet der Gemeinde Oestrich und wurde 1929 nach Iserlohn eingemeindet.
Ende 2024 hatte Nußberg zusammen mit Hemberg 4683 Einwohner. Der Ortsteil ist über die Anschlussstelle Iserlohn-Zentrum der A 46 an das überregionale Straßennetz angebunden. Der öffentliche Personennahverkehr wird durch die Märkische Verkehrsgesellschaft gewährleistet.
Das Bild des Stadtteils wird unter anderem durch die Kirche St. Hedwig und die unter Denkmalschutz stehende Johanneskirche geprägt. Am Ortsrand befinden sich die Wache der Feuerwehr Iserlohn und das Floriansdorf Iserlohn.